# Pedro María Ramírez Ramos
Pedro María Ramírez Ramos (23. října 1899, La Plata – 10. dubna 1948, Armero) byl kolumbijský římskokatolický kněz, zabitý během občanské války La Violencia. Katolická církev jej uctívá jako blahoslaveného mučedníka.

## Život

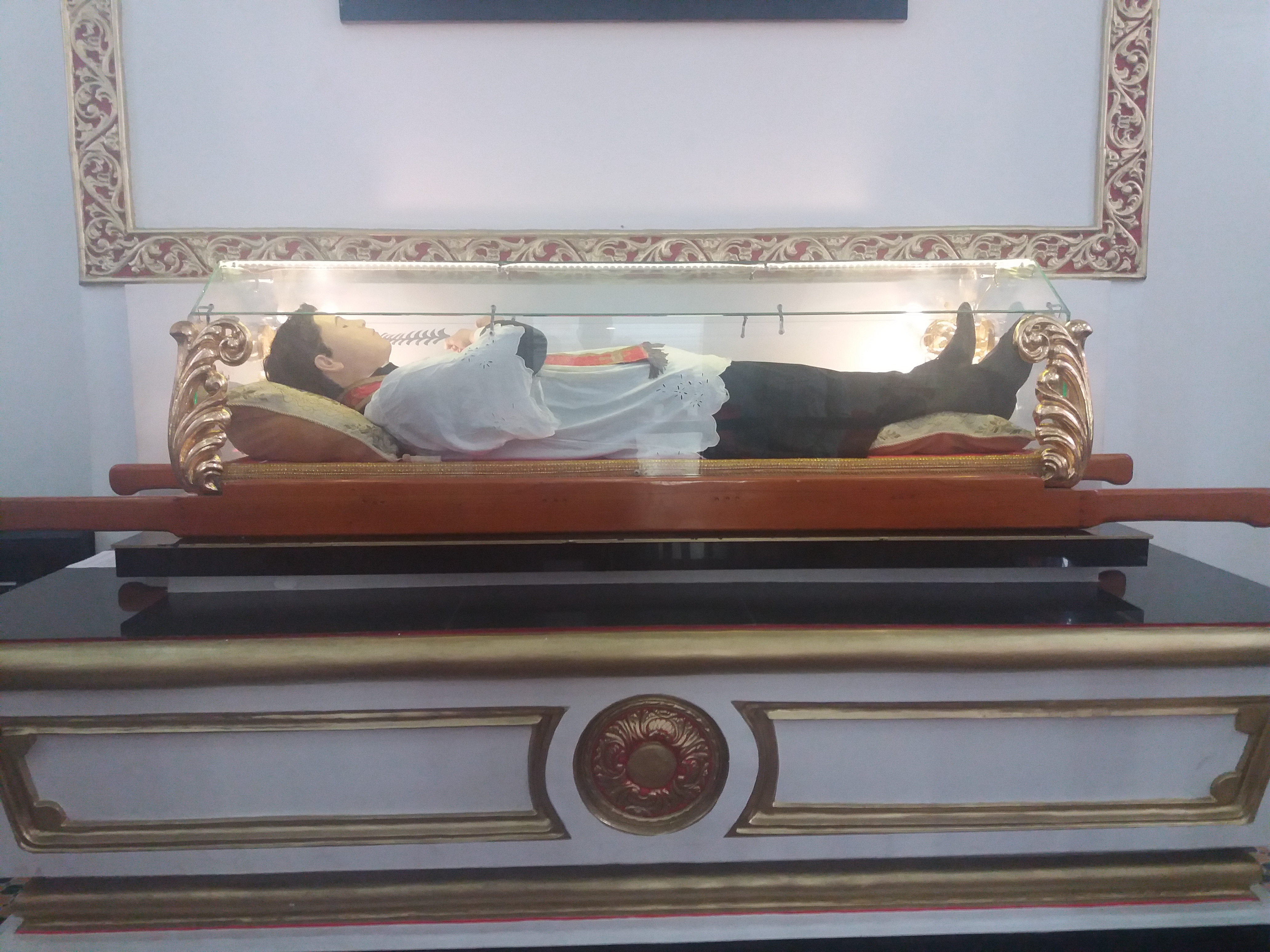
Tělo bl. Pedra María Ramíreze Ramose uchovávané ve skleněné hrobce

Narodil se dne 23. října 1899 ve městě La Platě rodičům Ramónu Ramírez Flórezovi a Isabele Ramos. Pokřtěn byl 24. října téhož roku v místním farním kostele sv. Šebestiána. Po dokončení střední školy nastoupil roku 1915 na kněžský seminář diecéze Garzón. Roku 1917 přijal některá nižší svěcení. Pochybnosti jej však přinutily seminář opustit a hledat si světské povolání. Roku 1928 však své rozhodnutí přehodnotil a pokračoval ve studiu na semináři, tentokrát diecéze Ibagué. Dne 21. června 1930 byl vysvěcen na kněze. Světitelem byl arcibiskup Pedro María Rodríguez Andrade. 16. července téhož roku sloužil svoji primiční mši svatou v kostele sv. Šebestiána ve své rodné farnosti.
Nejprve působil v Chaparralu, od roku 1934 pak v Cunday a později, od roku 1943, v El Fresno. Jeho posledním působištěm byla farnost ve městě Armero, kam byl poslán roku 1948.
Po zahájení občanské války La Violencia v Kolumbii mu byla nabízena útočiště, kde by se mohl skrývat, jelikož toto období bylo pro něj velmi nebezpečné. Tyto nabídky však odmítal, jelikož se chtěl nadále věnovat pastoraci. Dne 10. dubna 1948 vtrhl do jeho příbytku ve městě Armero dav, jenž jej obviňoval z toho, že podporuje jejich nepřátele. Poté jej za hlasitého urážení odvedli na náměstí, kde ho usmrtili mačetou.
Jeho tělo na náměstí zůstalo až do půlnoci, než bylo odvezeno na místní hřbitov, kde však nebylo pohřbeno. Nakonec byly jeho ostatky předány jeho rodině a jí pohřbeny v jeho rodném La Platě. Dne 24. srpna 2017 byly jeho ostatky exhumovány.

## Úcta
Jeho beatifikační proces byl zahájen dne 23. února 1993, čímž obdržel titul služebník Boží. Dne 7. července 2017 podepsal papež František dekret o jeho mučednictví.
Blahořečen pak byl spolu s dalším kolumbijským mučedníkem biskupem Jesúsem Emiliem Jaramillo Monsalvem dne 8. září 2017 ve městě Villavicencio. Obřadu předsedal během své apoštolské návštěvy Kolumbie papež František.
Jeho památka je připomínána 10. dubna. Bývá zobrazován v kněžském oděvu.